# Pagode Sule

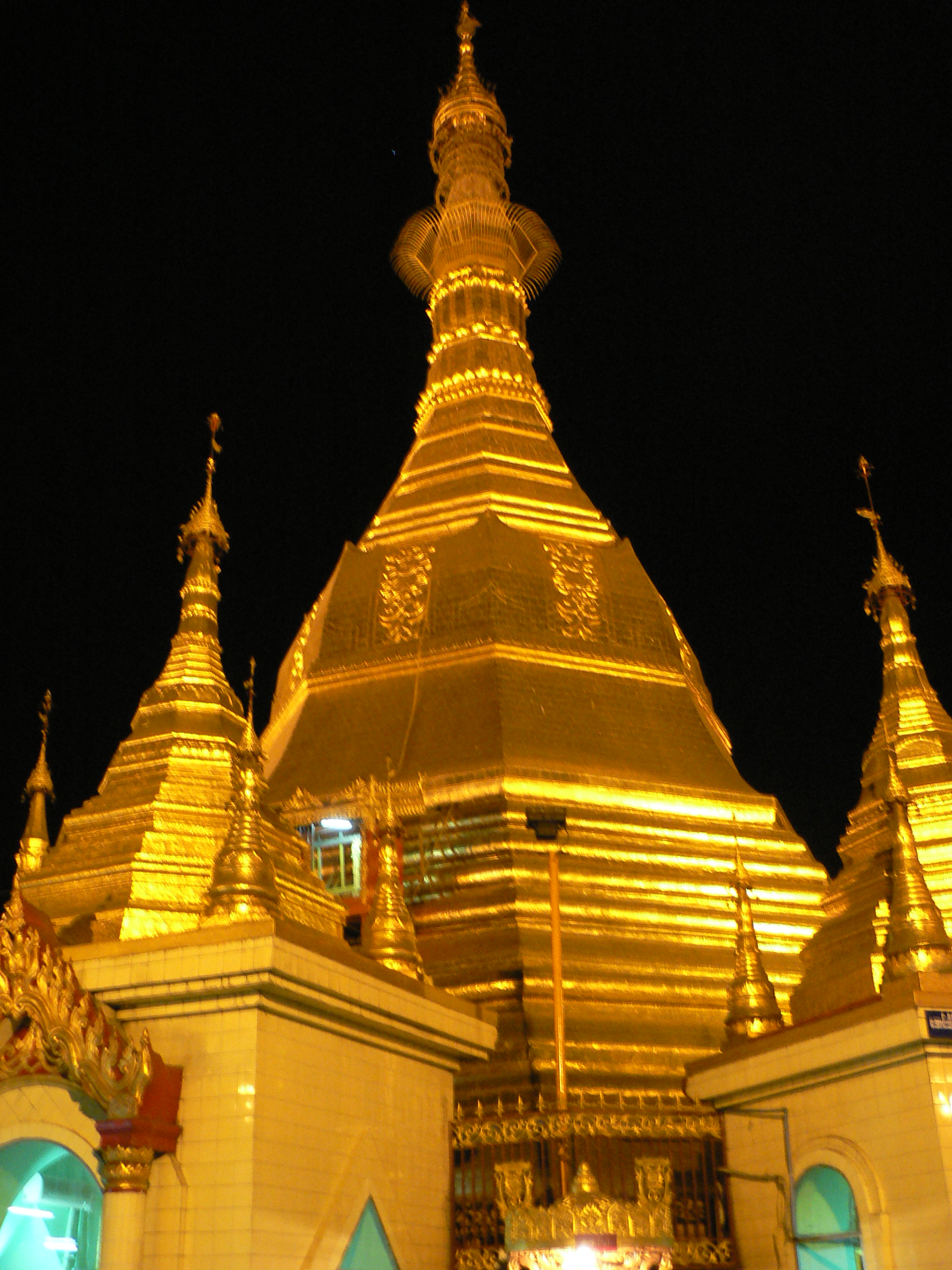
Visão parcial

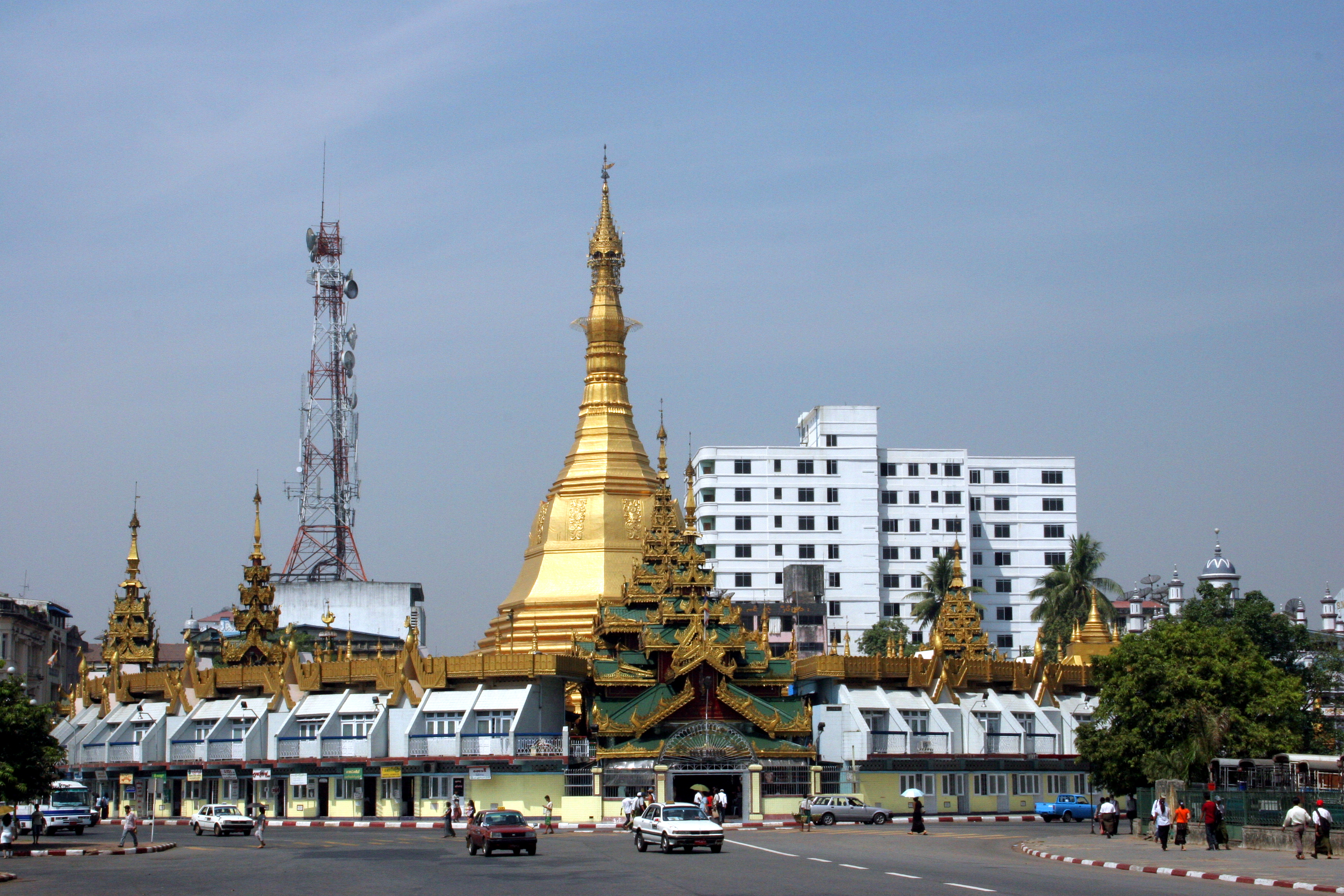
Visão Geral (2008)

O Pagode Sule é uma stupa localizada no centro de em Yangon na Birmânia (também conhecida como Myanmar), sendo um local importante na política contemporânea do pais.
Segundo a lenda, foi construído antes da Pagode Shwedagon, durante o tempo do Buda, tendo mais de 2.500 anos de idade.
O  pagode tem sido o ponto focal da política birmanesa. Ele tem servido como um principal ponto de encontro na Revolta 8888 e nos protestos antigovernamentais de 2007 em Myanmar.
Sule está listado na Lista do Património da Cidade de Yangon.